# Empresa Nacional de Residuos Radiactivos S.A
ENRESA (Empresa Nacional de Residuos Radioactivos, S. A. que va passar a anomenar-se ENRESA segons establia la Llei 24/2005) és una entitat pública empresarial espanyola que té com a missió fer-se càrrec de la gestió dels residus radioactius que es generen a l'estat, així com del desmantellament de les instal·lacions nuclears. Va ser creada a partir d'una decisió del Parlament, mitjançant el Reial decret 1522/1984 de 4 de juliol. És una empresa pública, sense ànim de lucre, els accionistes del qual són el Centre de Recerques Energètiques, Mediambientals i Tecnològiques (CIEMAT) i la Societat Estatal de Participacions Industrials (SEPI).

## Direcció
De 2012 a 2015 fou president Francisco Gil-Ortega. En 2015 fou nomenat director general Juan José Zaballa Gómez, fins aleshores directiu de Paradors de Turisme. En juny de 2018 en fou nomenat director general José Luis Navarro Ribera, fins aleshores conseller d'economia de la Junta d'Extremadura.

## Funcions
Les labors principals d'ENRESA són:
- La recollida, transport, tractament, emmagatzematge i control dels residus radioactius generats a Espanya
- El desmantellament d'instal·lacions nuclears i radioactives en desús
- La restauració ambiental de mines d'urani
- Recerca i desenvolupament en temes relacionats amb els residus radioactius
- La informació pública referent al mateix tema

## Creació d'Enresa
La Llei 24/2005 disposa el següent: "L'entitat pública empresarial ENRESA succeirà a l'Empresa Nacional de Residus Radioactius, S. A., en els drets i obligacions existents d'aquesta Societat. Mitjançant acord de Consell de Ministres s'autoritzarà la dissolució i liquidació d'aquesta empresa i la integració del seu patrimoni a l'entitat pública empresarial ENRESA, prèvia liquidació dels drets dels accionistes".
Al seu torn, l'Empresa Nacional de Residuos Radioactivos, SA es va crear en 1984, segons el que es disposa pel Reial decret 1522/1984, de 4 de juliol, pel qual s'autoritza la constitució de l'«Empresa Nacional de Residuos Radioactivos, S. A.» (ENRESA).

## Residus radioactius
A Espanya existeixen vuit reactors nuclears i al voltant de mil tres-centes instal·lacions mèdiques de recerca i industrials autoritzades per a l'ús de radioisòtops, de les quals unes sis-centes generen residus radioactius.
El percentatge de generació de residus radioactius es distribueix de la següent forma:
- Centrals Nuclears: 90% dels Residus de Baixa i Mitjana Activitat (RBMA) i el 100% dels Residus d'Alta Activitat (RAA).
- Petits Productors (laboratoris, centres hospitalaris, indústries, etc.): 10% dels RBMA. Dins d'aquest 10% de producció de residus radioactius, la distribució és la següent:
- Ús Industrial: 60%
- Ús mèdic: 30%
- Recerca i docència: 10%